# Lateran University Press
Lateran University Press è una casa editrice vaticana.
La Pontificia Università Lateranense (detta "l'Università del Papa") fin dal 1928 aveva pubblicato testi e riviste che avevano tematiche inerenti alle facoltà che in essa si trovavano, ma senza avere fondato una vera e propria casa editrice.
Il 6 novembre 2001, durante il Dies Academicus (solenne celebrazione di apertura dell'anno accademico), l'allora Vescovo Rettore S.E. Mons. Angelo Scola ha inaugurato ufficialmente la casa editrice Lateran University Press, con sede nella stessa Università, nello Stato di Città del Vaticano, e il suo successore l'allora rettore arcivescovo Rino Fisichella ha continuato la sua opera dando un notevole impulso alle pubblicazioni. L'attuale direttore della Lateran University Press è Marco Cardinali.